# Neurophysique
La neurophysique (ou neurobiophysique) est la branche de la biophysique  qui traite du développement et de l'utilisation de méthodes physiques pour obtenir des informations sur le système nerveux. La neurophysique est une science interdisciplinaire qui utilise la physique et la combine avec d'autres neurosciences pour mieux comprendre les processus neuronaux. Les méthodes utilisées comprennent les techniques de biophysique expérimentale et d'autres mesures physiques telles que l'EEG principalement pour étudier les propriétés électriques, mécaniques ou fluidiques, ainsi que des approches théoriques et informatiques. Le terme « neurophysique » est un mot-valise de « neurone » et de « physique ».
Entre autres exemples, la théorisation des potentiels d'action ectopiques dans les neurones à l'aide d'une expansion de Kramers-Moyal  et la description de phénomènes physiques mesurés lors d'un EEG à l'aide d'une approximation dipolaire font appel à la neurophysique pour mieux comprendre l'activité neuronale.
Une autre approche théorique tout à fait distincte considère les neurones comme ayant des énergies d'interaction du modèle d'Ising et explore les conséquences physiques de cette approche pour diverses topologies d'arbres de Cayley et de grands réseaux neuronaux. En 1981, Peter Barth a dérivé la solution exacte de l'arbre de Cayley fermé (avec des boucles) pour un rapport de ramification arbitraire et a découvert qu'il présentait un comportement de transition de phase inhabituel  dans ses corrélations site-site local-apex et à longue portée, suggérant que l'émergence de phénomènes coopératifs déterminés par la structure et influencés par la connectivité pourrait jouer un rôle important dans les grands réseaux neuronaux.

## Techniques d'enregistrement
Les anciennes techniques d'enregistrement de l'activité cérébrale à l'aide de phénomènes physiques sont déjà largement répandues dans la recherche et la médecine. L'électroencéphalographie (EEG) utilise l'électrophysiologie pour mesurer l'activité électrique du cerveau. Cette technique, avec laquelle Hans Berger enregistré pour la première fois l'activité électrique du cerveau sur un être humain en 1924, est non invasive et utilise des électrodes placées sur le cuir chevelu du patient pour enregistrer l'activité cérébrale. Basée sur le même principe, l'électrocorticographie (ECoG) nécessite une craniotomie pour enregistrer l'activité électrique directement sur le cortex cérébral.
Au cours des dernières décennies, les physiciens ont mis au point des technologies et des dispositifs pour imager le cerveau et son activité. La technique d'imagerie par résonance magnétique fonctionnelle (IRMf), découverte par Seiji Ogawa en 1990, révèle des modifications du flux sanguin à l'intérieur du cerveau. Basé sur la technique d'imagerie médicale existante, l'imagerie par résonance magnétique (IRM) et sur le lien entre l'activité neuronale et le flux sanguin cérébral, cet outil permet aux scientifiques d'étudier les activités cérébrales lorsqu'elles sont déclenchées par une stimulation contrôlée. Autre technique, la Microscopie à Deux Photons (2P), inventée par Winfried Denk (pour lequel il a reçu le Brain Prize en 2015 ), John H. Strickler et Watt W. Webb en 1990 à Cornell University  utilise des protéines et des colorants fluorescents pour imager les cellules cérébrales. Cette technique combine l'absorption à deux photons, théorisée pour la première fois par Maria Goeppert-Mayer en 1931, avec des lasers. Aujourd'hui, cette technique est largement utilisée dans la recherche et souvent couplée au génie génétique pour étudier le comportement d'un type spécifique de neurone.

## Théories de la conscience
La conscience est encore un mécanisme inconnu et les théoriciens n'ont pas encore trouvé d'hypothèses physiques expliquant ses mécanismes. Certaines théories reposent sur l'idée que la conscience pourrait s'expliquer par les perturbations du champ électromagnétique cérébral générées par les potentiels d'action déclenchés lors de l'activité cérébrale. Ces théories sont appelées théories électromagnétiques de la conscience. Un autre groupe d'hypothèses suggère que la conscience ne peut pas être expliquée par la dynamique classique mais par la mécanique quantique et ses phénomènes. Ces hypothèses sont regroupées dans l'idée d'esprit quantique et ont été introduites pour la première fois par Eugene Wigner.
 

## Prix
Parmi la liste des prix qui récompensent les neurophysiciens pour leur contribution à la neurologie et aux domaines connexes, le plus notable est le Brain Prize, dont les derniers lauréats sont Adrian Bird et Huda Zoghbi pour « leur travail révolutionnaire pour cartographier et comprendre la régulation épigénétique du cerveau et pour identifier le gène responsable du syndrome de Rett". Les autres prix les plus pertinents pouvant être décernés à un neurophysicien sont : le prix NAS en neurosciences, le prix Kavli et, dans une certaine mesure, le prix Nobel de physiologie ou de médecine. On peut noter qu'un prix Nobel a été attribué à des scientifiques qui ont développé des techniques qui ont largement contribué à une meilleure compréhension du système nerveux, comme Neher et Sakmann en 1991 pour le patch clamp, ou encore Lauterbur et Mansfield pour leurs travaux sur le Magnetic imagerie par résonance (IRM) en 2003.